# Chaetocnema scheffleri
Chaetocnema scheffleri is een keversoort uit de familie bladkevers (Chrysomelidae). De wetenschappelijke naam van de soort werd in 1864 gepubliceerd door Kutschera.